# Palma Campania
Palma Campania è un comune italiano di 16 250 abitanti della città metropolitana di Napoli in Campania.

## Geografia fisica
Il territorio del comune di Palma Campania è situato nell'entroterra a est di Napoli, ai piedi di Monte Sant'Angelo fra i torrenti Lagno di Moschiano e Lagno di Somma, quasi all'estremità meridionale dell'antica provincia di Terra di Lavoro.

## Storia
L'odierno abitato sorge non lontano dall'antica stazione romana di Ad Teglanum che, fiorente in età imperiale e nei primi decenni del Medioevo, venne molto probabilmente distrutta dall'eruzione del Vesuvio del 512 d.C. In seguito a tale catastrofe gli abitanti si trasferirono su una vicina collina che divenne così il primo nucleo di un nuovo villaggio che prese il nome di Palma da un ulivo che si trovava nei paraggi.
Il documento storico più antico in cui il paese è citato risale al 997 ed è custodito nell'archivio di Stato italiano. Nel 1025 operava a Palma addirittura un notaio. Dal Medioevo le vicende del paese sono strettamente legate a quelle di famiglie illustri come i Di Palma Castiglione, gli Orsini, i Della Tolfa, i Pignatelli, i Di Bologna, i Caracciolo, i Saluzzo e i Compagna. L'antichissimo nome "Palma di Nola" fu mutato con R.D. del 26 luglio del 1863 in quello attuale di "Palma Campania".

### Simboli
Lo stemma e il gonfalone del comune sono stati concessi con decreto del presidente della Repubblica del 29 ottobre 2012.
Il gonfalone è un drappo di azzurro.

## Monumenti e luoghi d'interesse

### Architetture religiose
- Chiesa di San Michele Arcangelo, sita in Largo Parrocchia.
- Chiesa di Mater Dei
- Chiesa del Ss. Rosario e Corpo Di Cristo
- Chiesa di Santa Maria dell'Arco
- Chiesa di San Nicola di Bari
- Chiesa dei Santi Giovanni e Martino
- Chiesa di San Martino a Vico, nella quale è un trittico firmato da Francesco da Tolentino con la Madonna col Bambino tra i Santi Giovanni Evangelista e Martino, forse risalente alla seconda metà degli anni venti del Cinquecento.[7]

### Altri monumenti
- Il Palazzo Compagna fu fatto costruire dal re Alfonso I di Aragona nel XV secolo. Posizionato nella tenuta di caccia degli Angioini, vi si conservavano alcuni medaglioni di Luca della Robbia.
- Palazzo De Martino, costruito nel XVIII secolo dall’omonima famiglia. Si affaccia su piazza De Martino e presenta una struttura articolata, con elementi settecenteschi e ottocenteschi, tra cui una torre merlata e un ampio parco retrostante.

## Società

### Evoluzione demografica
Abitanti censiti

### Etnie e minoranze straniere
Secondo i dati ISTAT al 31 dicembre 2018 la popolazione straniera residente era di 2 975 persone. Le nazionalità maggiormente rappresentate in base alla loro percentuale sul totale della popolazione residente erano:
- Bangladesh 2 170 12,88%
- Ucraina 243 1,44%

### Il Carnevale delle Quadriglie
Una delle manifestazioni più importanti è il centenario Carnevale di Palma Campania. Con decine di concerti eseguiti dal vivo, centinaia di musicisti, oltre mille percussionisti che suonano gli strumenti tipici della tradizione. È la sollecitazione del corpo, il godimento dei sensi attraverso l'esplosione di colori, suoni, odori, sapori. E poi l'arte dei costumi, le trovate sceniche, lo studio delle coreografie. Le Quadriglie sono tutto questo.
Nel suo saggio scientifico «Tutta colpa della Quadriglia», il giornalista-scrittore Pasquale Iorio ha coniato la definizione esatta del termine Quadriglia: «Allegro plotone da festa che non ha nulla in comune con l'omonima danza di società a coppie contrapposte. Più di duecento persone vestite a tema e un simpatico maestro che dà il tempo ad ottoni e strumenti popolari (tamburrelle, triccheballacche, scetavajasse e putipù): insieme eseguono - disposte in circolo - un canzoniere di brani noti resi opportunamente «quadrigliabili», eseguito senza stacchi in diverse postazioni storiche. Il tutto seguendo il passo che la tradizione impone». Un carnevale diverso da tutti gli altri dove i carri sono, addirittura, un elemento secondario. L'evento si articola in tre giorni, il più importante dei quali è il martedì grasso.

## Geografia politica

### Palma Campania

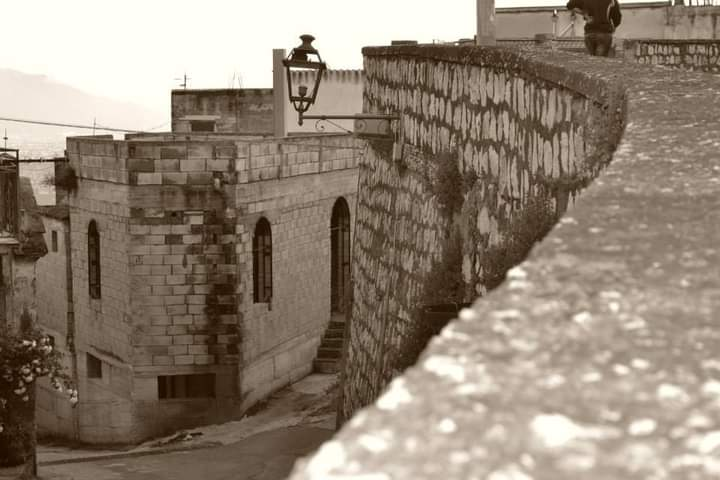
Scorcio del borgo Castello di Palma Campania

Castello di Palma Campania, borgo arroccato su una collina, è una frazione del comune di Palma Campania. Immerso e circondato dal verde conta circa 250 abitanti. Di origine longobarda, conserva ancora i resti del passaggio di antichi popoli. Deve il nome all'antico castello di cui resta solo una facciata.
Negli anni quaranta Castello contava più di mille abitanti. Erano questi anni difficili; il mondo si preparava alla seconda guerra mondiale. Napoli è stata la seconda città italiana che subì il maggior numero di bombardamenti e di conseguenza gravi ripercussioni si registrarono nei territori confinanti. Castello, pur essendo un piccolo borgo, ne è stato protagonista attivo poiché con la sua posizione strategica fungeva da vedetta. Infatti dalla collina si riusciva a tenere sotto controllo il golfo di Castellamare, la fascia costiera annessa e la pianura. Con l’assedio tedesco svariati uomini furono fatti prigionieri, altri riuscirono a spostarsi verso la montagna in modo da sfuggire alla cattura.

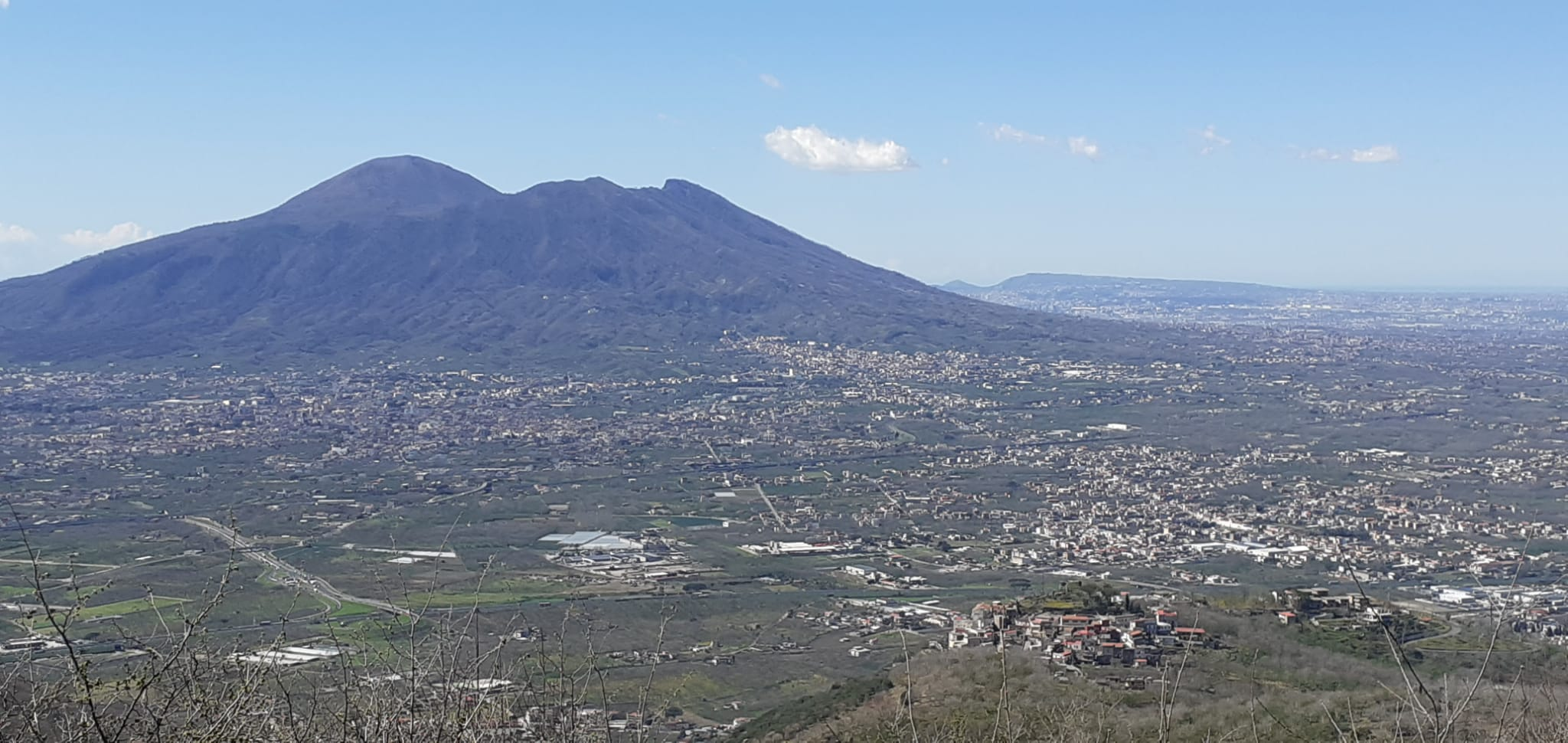
Foto in prospettiva di Castello di Palma Campania con Vesuvio dalla localitá Selve

Il borgo era destinato ad essere raso al suolo, ma grazie all’intervento di Pietro Salvatore Caliendo, artista e letterato, che al tempo conosceva il tedesco, venne risparmiato.
In quel periodo ci fu un altro importante evento. Era la notte tra il 17 e 18 marzo del 1944 quando iniziò quella che viene ricordata come l’ultima eruzione del Vesuvio.
All'interno del borgo sono presenti oltre ai resti del castello:
- la Chiesa di San Giovanni Battista.
- la Cappella di Santa Lucia.
- la Chiesa di Santa Maria a Miano.

## Amministrazione
| Periodo | Periodo   | Primo cittadino    | Partito                            | Carica  | Note |
| ------- | --------- | ------------------ | ---------------------------------- | ------- | ---- |
| 1987    | 1990      | Giuseppe D'Antonio | Democrazia Cristiana               | Sindaco |      |
| 1990    | 1992      | Giuseppe D'Antonio | Democrazia Cristiana               | Sindaco |      |
| 1992    | 1994      | Nicola Montanino   | Democrazia Cristiana               | Sindaco |      |
| 1994    | 1998      | Nicola Montanino   | Partito Democratico della Sinistra | Sindaco |      |
| 1998    | 2003      | Carmine De Luca    | Forza Italia                       | Sindaco |      |
| 2003    | 2008      | Carmine De Luca    | Forza Italia                       | Sindaco |      |
| 2008    | 2013      | Vincenzo Carbone   | Il Popolo della Libertà            | Sindaco |      |
| 2013    | 2018      | Vincenzo Carbone   | Forza Italia                       | Sindaco |      |
| 2018    | 2023      | Aniello Donnarumma | Lista civica                       | Sindaco |      |
| 2023    | in carica | Aniello Donnarumma | Liste civiche                      | Sindaco |      |